# Fernsehen in der Föderation von Rhodesien und Njassaland
Das Fernsehen in der Föderation von Rhodesien und Njassaland nahm 1960 seinen Sendebetrieb auf und war damit nach nigerianischen Western Nigerian Television Service und Eastern Nigerian Television Service der dritte reguläre Fernsehsender in Subsahara-Afrika.

## Entstehung
Mit der Gründung der Federal Broadcasting Corporation (FBC), der staatlichen nationalen Rundfunkanstalt der Föderation von Rhodesien und Njassaland, im Jahr 1957, begannen auch die Planungen zur Einführung des Fernsehen in dem 1953 entstandenen Staat. Vorgesehen war ein System nach dem Vorbild des britischen Independent Television: Die FBC sollte nur die technische Infrastruktur betreiben, während die Inhalte von einer oder mehreren privaten Gesellschaften produzieren werden würden. Die Inhalteanbieter sollten sich über Werbung finanzieren und an die FBC für die Ausstrahlung ihrer Programme eine kostendeckende Gebühr bezahlen bzw. den Aufbau der nötigen Infrastruktur mitfinanzieren.
Die von mehreren in- und ausländischen Firmen gegründete Rhodesian TeleVision (Pvt) Ltd. (RTV) erhielt 1959 den Zuschlag als Programmgesellschaft. Die im Februar 1960 auf fünfzehn Jahre abgeschlossenen Vertrage sicherten der FBC umfassende Mitspracherechte an der Programmgestaltung zu, so wurde ein maximaler Zeitanteil an Werbung ebenso wie ein Minimum an inländischen Produktionen sowie Bildungsprogrammen festgelegt, zudem sollten nach und nach in immer größeren Gebieten des Landes Fernsehen zu empfangen sein. Der Sendestart war für Ende 1960 vorgesehen.

## Betrieb
Im Sommer 1960 errichtete die Firma Philips sechseinhalb Kilometer nordöstlich des Stadtzentrum von Salisbury auf 1570 m Höhe die Sendeanlagen (Antennenhöhe 61 m) mit einer Leistung von 4 kW. Termingemäß begann der Sendebetrieb am 15. November 1960, verwendet wurde die auch Vereinigten Königreich eingesetzte CCIR-Norm mit 625 Zeilen. Gesendet wurde werktags wurde von 18 Uhr bis 22.15 Uhr, samstags von 18.15 Uhr bis 23 Uhr und sonntags von 17 Uhr bis 23 Uhr. Die Reichweite übertraf die Erwartungen, in einem Radius von 12 km war man von gutem und in einem Radius von 40 km von mäßigem Empfang ausgegangen, tätsachlich war das Programm noch in einer Entfernung von 100 km zu empfangen. Einige Monate früher als geplant wurde im Sommer 1961 ein zweiter Sender (0,6 kW) in Bulawayo in Betrieb genommen worden. Ebenfalls früher als geplant ging 1961 der erste Sender in Nordrhodesien in Kitwe in Betrieb. Im April 1961 waren in Salisbury bereits mehr als 7000 Fernsehgeräte registriert. Das Protektorat Njassaland, wo nur wenige Tausend Europäer ansässig waren, erhielt keinen Sender.

## Auflösung
Die Auflösung der Föderation 1963 und die Unabhängigkeit ihrer Einzelstaaten 1964 beendete auch den gemeinsamen Fernsehdienst: In Nordrhodesien wurde der Fernsehsender von der neu gegründeten Zambia Broadcasting Corporation übernommen, ein eigenes Fernsehprogramm begann 1965. In Südrhodesien wurde die RTV 1964 von der staatlichen Rundfunkanstalt Rhodesia Broadcasting Corporation aufgekauft und damit das Fernsehen in ein staatliches Monopol überführt. In Malawi sollte das Fernsehen erst 1999 eingeführt werden.

## Einzelbelege
1. ↑  Harald Voss: Rundfunk und Fernsehen in Afrika. Verlag Deutscher Wirtschaftsdienst, Köln 1962, S. 102, 105, 122.
2. ↑  Harald Voss: Rundfunk und Fernsehen in Afrika. Verlag Deutscher Wirtschaftsdienst, Köln 1962, S. 123f.
3. ↑  Harald Voss: Rundfunk und Fernsehen in Afrika. Verlag Deutscher Wirtschaftsdienst, Köln 1962, S. 123f.
4. ↑  W.V. Brelsford (Hrsg.): Handbook to the Federation of Rhodesia and Nyasaland. Cassell, London 1960, S. 553.
5. ↑  W.V. Brelsford (Hrsg.): Handbook to the Federation of Rhodesia and Nyasaland. Cassell, London 1960, S. 554.
6. ↑  Hartmut Deckelmann: Fernsehen in Afrika. Kultureller Imperialismus oder Erziehung für die Massen? Dialogus Mundi, Berlin 1978, ISBN 3-921862-39-6, S. 45.
7. ↑  Harald Voss: Rundfunk und Fernsehen in Afrika. Verlag Deutscher Wirtschaftsdienst, Köln 1962, S. 125f.
8. ↑  R. Kent Rasmussen (Hrsg.): Historical dictionary of Rhodesia/Zimbabwe. (= African Historical Dictionaries. Band 18). Scarecrow Press, Metuchen 1979, ISBN 0-8108-1187-1, S. 272.
9. ↑  Europa Publications (Hrsg.): The Europa World Year Book 2008. Routledge, London 2008, ISBN 978-0-8108-1187-4, S. 2930.